# KSV Dixmude
Maillots
Dernière mise à jour : 3 août 2017.
Le Koninklijke Sportvereniging Diksmuide est un club de football belge basé à Dixmude. Le club porte le matricule 1972 et évolue en deuxième provinciale lors de la saison 2017-2018. Au cours de son histoire, le club a disputé 9 saisons dans les divisions nationales, toutes en Promotion, le quatrième niveau.

## Histoire
Le Sporting Club Dixmude est fondé le 9 avril 1933. Il s'affilie peu après à l'Union Belge qui lui attribue le matricule 1972. Le club se choisit les couleurs jaune et bleu, et est versé au plus bas niveau des championnats régionaux. Le 5 août 1941, il change de nom et devient le Sporting Club Westlandsche Shotters Diksmuide. Quatre ans plus tard, il change à nouveau d'appellation, et opte pour Sportvereniging Diksmuide le 12 avril 1945.
En 1970, le club atteint pour la première fois de son Histoire la Promotion, quatrième et dernier niveau national. L'expérience ne dure qu'un an et le club, bon dernier, est directement relégué. Par la suite, il recule dans la hiérarchie des séries provinciales. Le club est reconnu « Société Royale » le 26 avril 1988, et change son nom en Koninklijke Sportvereniging Diksmuide le 1er juillet de la même année.
Le KSV Diksmuide remonte les échelons provinciaux durant les années 1990, et parvient finalement à revenir en Promotion en 2004. Le club s'installe durablement dans le « subtop », terminant entre la septième et la cinquième place, son meilleur classement historique obtenu en 2008. Malheureusement pour le club, il vit une saison catastrophique en 2011-2012 et termine en quatorzième position, synonyme de relégation en première provinciale après huit saisons consécutives de présence en Promotion.

## Résultats dans les divisions nationales
Statistiques mises à jour au 24 juin 2013

### Bilan
| Niv | Divisions     | Jouées | Titres | TM Up | TM Down |
| --- | ------------- | ------ | ------ | ----- | ------- |
| I   | 1re nationale | 0      | 0      |       |         |
| II  | 2e nationale  | 0      | 0      |       |         |
| III | 3e nationale  | 0      | 0      |       |         |
| IV  | 4e nationale  | 9      | 0      |       |         |
| V   | 5e nationale  | 0      | 0      |       |         |
|     |               |        |        |       |         |
|     | TOTAUX        | 9      | 0      | 0     | 0       |

- TM Up : test-match pour départager des égalités, ou toutes formes de Barrages ou de Tour final pour une montée éventuelle.
- TM Down : test-match pour départager des égalités, ou toutes formes de Barrages ou de Tour final pour le maintien.

### Classement saison par saison
| Ordre               | Saison  | Nom du club     | Niveau            | Classement final | Remarques |
| ------------------- | ------- | --------------- | ----------------- | ---------------- | --------- |
| 1                   | 1970-71 | SV Diksmuide    | Promotion série D | 16e/16           | Relégué!  |
| séries provinciales |         |                 |                   |                  |           |
| 2                   | 2004-05 | K. SV Diksmuide | Promotion série A | 6e/16            |           |
| 3                   | 2005-06 | K. SV Diksmuide | Promotion série A | 6e/17            |           |
| 4                   | 2006-07 | K. SV Diksmuide | Promotion série A | 7e/16            |           |
| 5                   | 2007-08 | K. SV Diksmuide | Promotion série A | 5e/16            |           |
| 6                   | 2008-09 | K. SV Diksmuide | Promotion série A | 7e/16            |           |
| 7                   | 2009-10 | K. SV Diksmuide | Promotion série A | 7e/15            |           |
| 8                   | 2010-11 | K. SV Diksmuide | Promotion série A | 8e/16            |           |
| 9                   | 2011-12 | K. SV Diksmuide | Promotion série A | 14e/16           | Relégué!  |
| séries provinciales |         |                 |                   |                  |           |

### Sources et liens externes
- (nl) « Fiche de l'équipe », sur Belgian Soccer Database
- (nl) Site officiel du club